# セブン☆スター
『セブン☆スター』は、柳内大樹による日本の漫画。講談社の『週刊ヤングマガジン』2014年第22・23号より2016年第25号まで連載された。第二部にあたる『SEVEN☆STAR MEN SOUL』が2016年第33号より2019年第17号、第三部にあたる『セブン☆スターJT（Japanes Tribal）』が2020年第33号より2023年第1号まで連載された。

## あらすじ
かつて築地の中高生を中心に蔓延した脱法ハーブ・RG（レインボーグラス）とそれを捌いていた土屋組を消滅させるため、当時の築地で名を馳せていた、高校や暴走族、愚連隊、ギャングの頭、一匹狼のチンピラなど、総勢7人の男たちが一夜限りとして結成した「セブン☆スター」というチームがあった。
2年後、東京オリンピックを間近に控えた築地では、元セブン☆スターのメンバー・川谷卓三（タクボン）が世界一のベーシストを目指しつつも家業の屋形船を手伝う毎日を送っていた。しかし、その裏ではオリンピックに乗じて築地市場を潰し、日本初の国営カジノを建設しようとする自由人（ザ・フリーマン）・松田友作が暗躍していた。そして、2年前で時が止まってバラバラになっていたセブン⭐︎スターの時計が再び始動する。

## 登場人物

### セブン☆スター
川谷卓三（かわたに たくぞう）
本作の主人公。通称「タクボン」。掻き上げた長髪が特徴。
世界一のベーシストを目指すロックンローラーであり、バンド「脳内麻薬」を組んでいるが、現在は病気で倒れた父の代わりに家業の屋形船を支える母の手伝いに追われている。ふざけることもあるが明るく真っ直ぐな性格で、家業の関係もあり築地でも顔が広い。
かつては築地高校のNo.2にして『セブン⭐︎スター』の一人であり、メンバー内でも随一の凶暴性と凶器も躊躇なく使用することから「狂乱状態（マッドネス）川谷」の異名を持っていた。しかし、実力はメンバー内でも最弱であり、本人も心のどこかで劣等感を感じている。それでも仲間への想いは人一倍強く、またチーム全員で集まれることを夢見ている。
石原雄次郎（いしはら ゆうじろう）
タクボンの友人で相棒とも言える存在。通称「雄次郎（ユージロー）」。長身にツンツンした髪型とサングラス、欠けた歯が特徴。
運動神経が非常に高いが、「〜〜〜〜」のように間延びした話し方をするため周囲からはバカ扱いされており、定職に就かず本人もニートと認めている。ヤマハ・SRを愛車としているが、もはや原型がわからないほど改造されている。
実は築地でも最大規模で100人以上の暴走族・「ロックンロール&トゥースモーキングバレルズ」の頭にしてセブン⭐︎スターの一人。その実力は美船に次ぐNo.2とされ、高い運動神経を活かした喧嘩をするが、性格上ふざけてしまい窮地に追い込まれてしまうこともあるのが玉に瑕。また、中学時代は運動部としていくつもの高校から推薦を受けていたが、中3の冬にバイクに目覚め、中卒という道を辿った噂があるが、真偽は不明。
安岡力矢（やすおか りきや）
金髪のパーマに無精髭で肥満体の巨漢たが、減量して身なりを整えると精悍な容姿になる。通称「リキヤ」。
建設現場で働いており、息子のリキジと2人で暮らしている。作業服やジャージを着ていることが多いため周りからはしばしば中年扱いされている。カッツンとは些細なことで喧嘩をするが、その分ウマが合うのかよく行動を共にする。
かつてはセブン☆の一人であり、タクボンらと同じく築地高校に通っていたが、傷害で退学になった後、自分と同じように就職していた仲間を集めて「築地青年愚連隊」を率いていた。巨体に違わぬ凄まじいパワーを活かした力任せの投げやプロレス技などの豪快な喧嘩をする。
初期は妻に逃げられたことで荒れ、アルコール依存症に陥った挙句、仕事もろくにせず（本人にその気はなかったとは言え）リキジを虐待（ネグレクト）してしまっていた。そんな時に六本木自由党とトラブルを起こして拉致されるも、タクボンと雄次郎に助けられる。しかし、タクボンからはネグレクトの件を猛烈に非難されたうえに暫くリキジを川谷家に預ける羽目になってしまったことで猛省し、生活を立て直した後はリキジに謝罪して2人での生活をやり直すことに成功した。
緒形健（おがた けん）
短髪に爽やかな印象を持つ青年。通称「ケン」。
福祉系の大学に通う学生で、見た目こそ整っているが、人前でも堂々と鼻をほじったり思ったことをすぐ口にしてしまったりするなど、雄次郎とは違う意味で非常にバカであり、その一面が祟って女に全くモテず童貞。実家は寿司屋で、近所には玉子焼き屋を営む祖母がいる。
かつてはセブン☆スターの一人であり、築地でも屈指の喧嘩チームとして恐れられていたギャング・「築地獄門党」の頭を務めていたほか、「クレイジー・ケン」と呼ばれていた。当時はドレッドヘアに豹柄のジャージだった。喧嘩では大柄な相手も吹き飛ばすローキックを得意とし、さらにはどんな凶器や大人数に痛めつけられても全く動じない凄まじいタフネスを持つ。
バカさのせいで周りからは遊んでばかりと思われているが、実際は学費を捻出してくれた祖母を思って大学には何があっても無遅刻・無欠席を貫いており、福祉の勉強も将来は祖母の介護のための知識を身につけたい理由によるもの。
勝信太郎（かつ しんたろう）
スキンヘッドに額のサングラス、スカジャンが特徴の小柄な男。通称「カッツン」。
「築清一家」の若衆で飲み屋の用心棒などを担当しており、「おうコラ」が口癖で非常にガラが悪い。リキヤとはよく喧嘩するもののウマが合うらしく、よく行動を共にする。
かつてはセブン☆スターの一人で中学の頃から組の事務所に出入りするほどの筋金入りだったことから「極道一直線」と恐れられていた。どんな相手でも臆せず至近距離からガンを飛ばして威圧し、根性に全振りした喧嘩を得意とする。
母子家庭で唯一の家族である母を大切に思っており、極道になった後でも暇さえあれば病床の母を見舞いに行っている。また、組長や兄貴分たちのことも非常に慕っている。
成田三樹夫（なりた みきお）
リキヤに匹敵する巨体を誇る高校生。おかっぱと髭が特徴。通称「成田」。
築地でも悪の巣窟と恐れられる不良高・月島商業高校で頭を張っている。学校では早弁をしたり喧嘩に呼ばれれば授業を放り出して向かったりするなど気ままに過ごしている。
かつてはセブン☆スターの一人であり、2年前の土屋組襲撃ではまだ16歳の一年生だったが、当時から頭を張っていた。喧嘩ではリキヤと同じくパワーで押し切るタイプであり、自転車を投げ飛ばして相手にぶつける攻撃は「自転車の滝登り」として有名。
美船敏郎（みふね としろう）
タクボンと同じく長髪の青年。通称「美船」。実家はケーキ屋。
かつてはセブン☆スターの一人であり、メンバーの中でもダントツの最強として恐れられていた有名人。土屋組襲撃では唯一少年院に収監され、その後はイギリスに渡っていた。

### 六本木自由党
松田友作（まつだ ゆうさく）
「自由人（ザ・フリーマン）」の異名を持つ男。高級品に身を包み、常に葉巻を咥えている。
豪快な性格で自由をこよなく愛し、高い場所から立ち小便をするのが癖。レイコを好いており、いつか自分のものにしようとしている。
六本木自由党の創設者であり、実はオリンピックに乗じて築地を国営カジノに変えようと暗躍している。
原田良雄（はらだ よしお）
松田の側近。タクボンからは「良雄」、それ以外からは「原田」と呼ばれるサングラスの男。

### 築地の人々
玲子（れいこ）
タクボンの幼馴染。通称「レイコ」。
容姿端麗かつ黒髪の清楚な印象だが、家の借金を返すためにタクボンの屋形船の手伝いや高級クラブでホステスとして働いており、ホステスの仕事の際は金髪で別人とも言える姿になる。松田に気に入られている。

## 用語
セブン☆スター
かつて築地に蔓延したRGとそれを捌く土屋組を潰すため、高校や暴走族、ギャングや愚連隊の頭、一匹狼のチンピラなど築地でも有名な不良7人が組んだ伝説のチーム。川谷卓三、石原雄次郎、安岡力矢、緒形健、勝信太郎、成田三樹夫、美船敏郎がメンバー。
RG（レインボーグラス）
「虹色の草」とも。土屋組が捌き、築地に蔓延した脱法ハーブ。
六本木自由党（ろっぽんぎじゆうとう）
有名な半グレ集団だが、メンバーの規模など実態は謎に包まれており、一説には中枢の数人のみが正式なメンバーなのではないかと言われている。
元は松田友作が創設した不良チーム。

## 書誌情報

### セブン☆スター
- 柳内大樹『セブン☆スター』講談社、全9巻
  - 第1巻、2014年8月6日発行、ISBN 978-4-06-382507-7
  - 第2巻、2014年11月6日発行、ISBN 978-4-06-382530-5
  - 第3巻、2015年2月6日発行、ISBN 978-4-06-382567-1
  - 第4巻、2015年5月1日発行、ISBN 978-4-06-382606-7
  - 第5巻、2015年8月6日発行、ISBN 978-4-06-382655-5
  - 第6巻、2015年11月6日発行、ISBN 978-4-06-382703-3
  - 第7巻、2016年2月5日発行、ISBN 978-4-06-382733-0
  - 第8巻、2016年5月6日発行、ISBN 978-4-06-382777-4
  - 第9巻、2016年8月17日発行、ISBN 978-4-06-382829-0

### SEVEN☆STAR MEN SOUL
- 柳内大樹『SEVEN☆STAR MEN SOUL』講談社、全7巻
  - 第1巻、2016年12月6日発行、ISBN 978-4-06-382885-6
  - 第2巻、2017年5月2日発行、ISBN 978-4-06-382964-8
  - 第3巻、2017年10月6日発行、ISBN 978-4-06-510252-7
  - 第4巻、2018年4月6日発行、ISBN 978-4-06-511171-0
  - 第5巻、2018年9月6日発行、ISBN 978-4-06-512887-9
  - 第6巻、2019年2月6日発行、ISBN 978-4-06-514560-9
  - 第7巻、2019年6月6日発行、ISBN 978-4-06-515748-0

### セブン☆スターJT
- 柳内大樹『セブン☆スターJT』講談社、全8巻
  - 第1巻、2020年12月4日発行、ISBN 978-4-06-521718-4
  - 第2巻、2021年4月6日発行、ISBN 978-4-06-522953-8
  - 第3巻、2021年8月5日発行、ISBN 978-4-06-524336-7
  - 第4巻、2021年12月6日発行、ISBN 978-4-06-526162-0
  - 第5巻、2022年3月4日発行、ISBN 978-4-06-527065-3
  - 第6巻、2022年7月6日発行、ISBN 978-4-06-528416-2
  - 第7巻、2022年11月4日発行、ISBN 978-4-06-529797-1
  - 第8巻、2023年2月6日発行、ISBN 978-4-06-530699-4